# Noura
Noura ist ein Ort und eine ehemalige Gemeinde (Freguesia) im portugiesischen Kreis Murça. Die Gemeinde hatte 575 Einwohner (Stand 30. Juni 2011).
Am 29. September 2013 wurden die Gemeinden Noura und Palheiros zur neuen Gemeinde União das Freguesias de Noura e Palheiros zusammengeschlossen. Noura ist Sitz dieser neu gebildeten Gemeinde.